# Thomas Zampach
Thomas Zampach (* 27. Dezember 1969 in Frankfurt am Main) ist ein ehemaliger deutscher Fußballer und aktiver American-Football-Spieler. In der Saison 2022 steht er bei der Frankfurt Galaxy in der European League of Football (ELF) unter Vertrag.

## Werdegang im Fußball

### Zampach als Spieler
Nachdem er eine Lehre als Werkzeugmacher abgeschlossen hatte, wurde Zampach 1991 Profifußballspieler beim 1. FSV Mainz 05. Er absolvierte von 1998 bis 2000 31 Spiele in der Fußball-Bundesliga für Eintracht Frankfurt und erzielte dabei zwei Tore. Außerdem bestritt er 164 Spiele in der 2. Liga für Mainz 05 und Eintracht Frankfurt und erzielte elf Treffer. Zampach sorgte für Aufsehen, als er nach der gewonnenen Meisterschaft in der 2. Liga 1998 nach dem 4:2 im letzten Saisonspiel gegen den SC Fortuna Köln nackt eine Ehrenrunde im Stadion absolvierte. Von 2001 bis 2004 war er Fan-Koordinator bei der Frankfurter Eintracht.

### Zampach als Fußballtrainer
Von Saisonbeginn bis zur Winterpause 2009/10 war Zampach Trainer der zweiten Mannschaft des SV Wehen Wiesbaden, für die er vor bzw. nach seiner Profikarriere bereits als Spieler und als Spielertrainer aktiv gewesen war, bis er wegen Erfolglosigkeit von seinen Aufgaben entbunden wurde. Parallel spielte er in der hessischen Verbandsliga Mitte für den FC Schlossborn, bei dem er seine Karriere als aktiver Fußballer beendete. Danach folgte eine Station als Co-Trainer unter Kosta Runjaic beim SV Darmstadt 98. Ende 2012 übernahm er das Traineramt beim Frankfurter Gruppenligisten SV 1919 Zeilsheim, das er im August 2013 wegen Burn-out wieder aufgab. In der Saison 2017/18 trainierte Zampach den Gruppenligisten FV Stierstadt.

## Werdegang im American Football

### Zampach als Kicker
Als Botschafter der Initiative Respekt! Kein Platz für Rassismus war Zampach in der Saison 2012 bei American-Football-Spielen der Frankfurt Universe zu Gast. Bei einem dieser Spiele entstand auch die Idee, als Footballspieler ins aktive Sportgeschehen einzugreifen. Ab der Saison 2013 war er für Frankfurt Universe als Kicker und gelegentlich als Punter aktiv und erzielte am 12. März 2013 für diese seinen ersten Extrapunkt. Im Jahr 2015 wurde er mit Frankfurt Galaxy by Universe Meister der German Football League 2. Während seiner aktiven Sportkarriere stieg er demnach in zwei verschiedenen Sportarten (Fußball und Football) mit seinem Team aus der zweiten in die erste Liga auf.
Zur Saison 2022 wurde Zampach von der Frankfurt Galaxy aus der European League of Football (ELF) unter Vertrag genommen.

### Statistiken
- Extrapunkte – 70 von 77
- Field Goals – 10 von 22
- Kicks Gesamt – 80 von 99
- Kicks % – 80,81

(Stand Saison 2015)